# Rafael Marín Lázaro
Rafael Marín Lázaro (Utiel, 8 de junio de 1878-Madrid, 12 de abril de 1945) fue un político, abogado y propagandista español.

## Biografía
Nacido en Utiel en 1878, realizó estudios de derecho por la universidad de Valencia. Llegó a obtener el doctorado, especializándose en derecho mercantil. Fue miembro de la Asociación Católica Nacional de Propagandistas (ACNdP).
Miembro del Partido Conservador, en las elecciones de 1914 fue elegido diputado a Cortes por el distrito de Sigüenza. Volvería a ser elegido diputado en las elecciones de 1920 por el distrito de Requena. Durante su etapa parlamentaria se erigió en el representante del sector más tradicionalista en las Cortes.
Fue vocal de la junta directiva del Somatén en Madrid, creado en 1920. En esta etapa desempeñó varios puestos en la administración del Estado, como director general de Administración local o subsecretario del Ministerio de Gracia y Justicia. Al final de la Dictadura de Primo de Rivera ejerció como gobernador del Banco Exterior de España.
En 1931, tras la proclamación de la Segunda República, asesoró al cardenal Pedro Segura y redactó un informe sobre la venta de bienes de la Iglesia Católica en España. El descubrimiento de este informe le obligaría a exiliarse.
Ingresó en la Academia de Ciencias Morales y Políticas el 24 de mayo de 1931 con la lectura de La actuación de las economías nacionales dentro de la vida económica internacional.
De cara a las elecciones generales de 1931 fue candidato del partido Acción Nacional en la circunscripción de Cuenca, si bien finalmente no resultó elegido diputado a Cortes. En las elecciones de 1936 fue candidato de la CEDA en el distrito de Madrid-capital, logrando obtener acta de diputado. Sin embargo, no tuvo un papel relevante.

## Obras
- La doctrina de Santo Tomás de Aquino en la ciencia del derecho del siglo XII y en la de nuestros días
- Los ideales del Movimiento Católico Universitario
- La Ciencia y la Educación popular
- La economía agraria y el capitalismo
- Las escuelas económicas del siglo XX
- El divorcio
- La familia cristiana según la Encíclica Divinis Redemptoris
- Las órdenes religiosas y la reforma de la ley de Asociaciones
- El duelo
- Supresión de la enseñanza religiosa en las escuelas